# Babócsa
Babócsa este o localitate situată în partea de SV a Ungariei, în județul Somogy, aproape de granița cu Croația. Exploatare de gaze naturale.

## Demografie
Istoric
Descoperirile arheologice arată că oamenii au trăit pe teritoriul comunei încă din timpurile preistorice, și apoi în timpul epocilor cuprului și al epocii bronzului. S-au găsit oase de mamut, obiecte din epoca bronzului, unelte unelte șlefuite din epoca de piatră, și obiecte din timpul perioadei Árpádiene.
Printre liderii maghiari participanți la cucerirea țării, este, probabil că Bogat a fost primul ce s-a stabilit pe acest teritoriu, confruntându-se cu avarii și cu slavii care locuiau deja acolo. Spre sfârșitul secolului al X-lea, regiunea trece în posesia lui Koppány, apoi devine posesiune regală după moartea liderului rebel, și oamenii loiali regelui vin să se instaleze acolo, precum și călugării benedictini, așa cum o indică ruinele mănăstirii Sf. Nicolae (Szent Miklós), construite de ei. În acest loc se formează domeniul central al clanului (nemzetség) Tibold de origine germană.
Prima mențiune scrisă a localității Babócsa este în registrul zeciuielii papale din 1332-1337, care menționează o parohie. După stingerea familiei Babócsai din clanul Tibold i se atribuie familiei Marczali, ascendentă familiei Báthory, domeniul în 1398 în semn de recunoaștere a curajului lor în Bătălia de la Nicopole. Este demn de remarcat faptul că, în 1496, regele Vladislav al II-lea a stat la Castelul Babócsa la numirea lui György Báthori în demnitatea de conte (főispán) de Somogy.
În 1555, castelul trebuie să se predea după șase zile de luptă împotriva turcilor, și a fost cucerit în 1664 de către celebrul poet și lider militar Miklós Zrínyi. Mai multe descoperiri arheologice atestă cele peste o sută de ani de ocupație otomană: un cuptor de ceramică, ruinele termelor și ale palatului turcesc, case de locuit, și un puț turcesc. Este perioada în care pașa turc amenaja faimoasa grădină cu narcise.
Războaiele de frontieră au decimat locuitorii, care sunt înlocuiți de populațiile croate, germane, turce, sârbe (rác), slovace (tót) și de țigani. Ulterior, zona își revine din șocul cuceririi turcești: în 1715, ea redevine un oraș cu drept de piață, iar în prima jumătate a secolului al XIX-lea devine orașul șef al districtului. Populația ajunge atunci la 2000 de locuitori, și aproape 3000 în primele decenii ale secolului al XX-lea.
La începutul secolului XX, erau doi mari proprietari la Babócsa, d-na Gyula Meresz și familia Somssich. Aceasta din urmă sunt a construit două conace, dintre care unul a fost distrus în timpul războiului, iar acum adăpostește un cabinet stomatologic, și un alt conac mai mic adăpostește ‟notariatul” districtului (körjegyző). Un al treilea conac, conacul, Prinke  a fost construit de către managerul averii contelui Somssich.

În 1949 s- a creat la Babócsa prima cooperativă de producție, peste aproape șase mii de hectare de teren. Aici funcționează în prezent una dintre cele mai mari ferme pentru agricultura ecologică din țară. În 1953, se inițiază o căutare de petrol și gaze naturale se desfășoară pe teritoriul municipiului, precum și un important zăcământ de gaz este descoperit. Acesta oferă gaz nu numai gaz nu doar localității Babócsa, ci de asemenea localităților Barcs, Nagyatad și celor mai multe locații din apropiere. În timpul operațiunilor de căutare a gazelor, o pânză de apă termală cu proprietăți curative s-a descoperit, determinând construirea de băi municipale, dintre care piscina termală închisă îi întâmpină pe vizitatori pe tot parcursul anului.
Componența etnică a satului Babócsa
     Maghiari (85,64%)
     Romi (13,46%)
     Necunoscut (0,32%)
     Alții (0,58%)
Componența confesională a satului Babócsa
     Romano-catolici (57,28%)
     Fără religie (13,54%)
     Reformați (1,49%)
     Necunoscută (27,33%)
     Atei (0,36%)
     Alte religii (0,24%)
Conform recensământului din 2011, satul Babócsa avea 1.676 de locuitori. Din punct de vedere etnic, majoritatea locuitorilor (85,64%) erau maghiari, cu o minoritate de romi (13,46%). Apartenența etnică nu este cunoscută în cazul a 0,32% din locuitori.  Din punct de vedere confesional, majoritatea locuitorilor (57,28%) erau romano-catolici, existând și minorități de persoane fără religie (13,54%) și reformați (1,49%). Pentru 27,33% din locuitori nu este cunoscută apartenența confesională.